# Parmenonta ovatula
Parmenonta ovatula là một loài bọ cánh cứng trong họ Cerambycidae.